# A Summary View of the Rights of British America
A Summary View of the Rights of British America è un trattato scritto da Thomas Jefferson nel 1774, prima della Dichiarazione di indipendenza degli Stati Uniti, in cui esponeva ai delegati del Primo congresso continentale una serie di lamentele contro re Giorgio III, in particolare contro la risposta del sovrano e del parlamento britannico al Boston Tea Party. Jefferson dichiara che il parlamento britannico non aveva il diritto di governare le tredici colonie. Sostiene che da quando le singole colonie furono fondate erano indipendenti dal dominio britannico.
Jefferson, in quest'opera, riteneva che il titolo allodiale, non il titolo feudale, fosse detenuto per le terre americane, e quindi il popolo non dovesse tasse e affitti per quella terra alla corona britannica.
Nonostante sia stato un proprietario di schiavi per tutta la vita, Jefferson inserì nel trattato una forte condanna della schiavitù, scrivendo:
L'opera venne presentata e discussa dal Primo Congresso continentale. Quando ciò avvenne, Jefferson non vi partecipò. Nonostante i suoi tentativi, il Congresso accettò una decisione più moderata rispetto al concetto proposto da Jefferson. Nonostante non riuscissero a convincere completamente il Congresso, gli amici di Jefferson stamparono il manoscritto sotto forma di opuscolo. Fu distribuito a Londra, New York e Filadelfia. La ricerca afferma che il documento "ha contribuito a stabilire la reputazione di Jefferson come abile scrittore politico, anche se radicale".